# 키아나 레데
키아나 레데(Kiana Ledé, 1997년 4월 3일 ~ )은 미국의 싱어송라이터, 배우, 피아노 연주자이다. 배우로는 MTV 드라마 《스크림》의 조이 본 역으로 이름을 알렸다.

## 음반 목록

### 정규 음반
- KIKI (2020)

### EP
- Soulfood Sessions (2015)
- Christmas by Ledé (2016)
- Selfless (2018)
- Myself (2019)